# Дікан-Баба
Діка́н-Баба́ (каз. Диқан баба) — село у складі Сариагаського району Туркестанської області Казахстану. Входить до складу Жібекжолинського сільського округу.
У радянські часи село називався Соціалізм.
Населення — 2797 осіб (2021; 2705 у 2009, 2409 у 1999, 1217 у 1989).